# Anelação
Anelação (derivado de anelar ou anular, que resulta no termo em inglês annulation) em química orgânica é uma reação química na qual um novo anel é construído na formação de outra molécula.

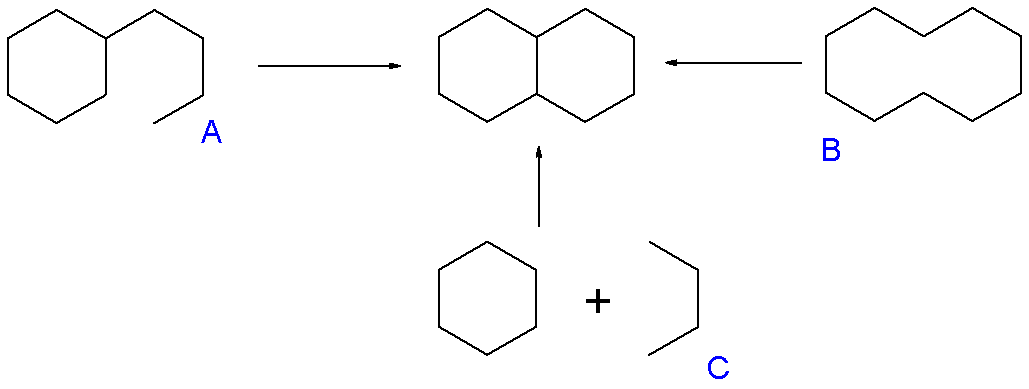
Annulation: A - Fechamento intramolecular de anel. B - Transanelação. C - Cicloadição.